# Алонсо де Самора
Алонсо де Самора (ісп. Alonso de Zamora, 1660 між 1717 та 1725) — іспанський історик-хроніст віцекоролівства Нова Гранада, активний діяч Домініканського ордену.

## Життєпис
Народився в Боготі в 1660 році. Замолоду вступив до домініканського ордену. Після закінчення навчання в коледжі Святого Фоми, декілька років перебував у південно-східних місіях, проповідуючи серед індіанців, що мешкали у верхів'ях річок Мета і Ґуав'яре.
Після повернення до Боготи він здобув велику популярність як богослов і літератор, був призначений синодальним екзаменатором при архієпископстві Богота. На цій посаді він займався вивченням історії Нової Гранади (доколіальної і колоніальної), зібрав численні рідкісні документи. У 1690 році він був призначений істориком віцекоролівства. На цій посаді почав писати свою велику роботу «Historia del Nuevo Reino de Granada y de la provincia de San Antonio en la religion de Santo Domingo» («Історія Королівства Нова Гранада і провінції Сан-Антоніо Ордену Святого Домініка»), яка була завершена в 1696 році. Її надруковано у Барселоні у 1701 році. Продовжив свою діяльність як домініканець історик. Помер між 1717 та 1725 роками.

## Праця
Складається з 2 томів: перший присвячений Новій Гранаді, подається опис, починаючи від прибуття Колумба до Америки й до утворення віцекоролівства, заснування міст Картахена, Санта-Марта та ін. Тут також містяться цікаві відомості з тваринного й рослинного світу, життя корінних народів, зокрема тайрона й муїсків. Друга частина присвячена заснуванню провінції Сан-Антоніо домініканського ордену, його діяльність у Новій Гранаді, наверненню індіанців у католицтво.